# 遊漁船業務主任者
遊漁船業務主任者（ゆうぎょせんぎょうむしゅにんしゃ）とは、遊漁船に乗務して利用者の安全の確保、漁場の選定など定められた業務を行う責任者である。遊漁船業の適正化に関する法律で遊漁船業務主任者の選定が義務付けられている。

## 遊漁船業務主任者の業務
遊漁船業の適正化に関する法律に基づき、遊漁船業務主任者は利用者の安全の確保及び利益の保護並びに漁場の安定的な利用関係の確保のために、遊漁船業者は必要な知識と能力を備えた遊漁船業務主任者を選任して、利用者の安全管理等の業務を行わせなければならないこととされる。
（1）遊漁船における利用者の安全管理を行うこと　1.利用者の安全確保のために利用者が遵守すべき事項の説明や指示をすること、2.釣りをする場所や姿勢など安全に水産動植物を採捕する方法についての指示をすること、3.遊漁船上や磯等において利用者が安全に採捕していることの確認をすること、4.磯等へ案内した場合、この磯等から帰航する際には利用者全員が乗船したことを確認することなど、遊漁船における多様な利用者の安全管理を行う業務をいう。
（2）漁場の選定を行うこと　気象や海象の状況、漁場での状況などを総合的に判断し、利用者の安全が図られ、また、利用者が適正に水産動植物を採捕しうる漁場を選定することを内容とする業務である。遊漁船業務主任者が漁場を選定し、それに基づき遊漁船を当該漁場に向わせることになる。
（3）適正に水産動植物を採捕するために必要な指導及び助言を行うこと　
遊漁船において利用者に対して法第15条に基づく水産動植物の採捕に関する制限又は禁止、漁場の利用に関する制限の内容を周知するための指導及び助言を行う業務である。
（4）事故が発生した場合などにおける連絡責任者との連絡を行うこと　
事故等の緊急事態が発生した場合に、連絡責任者に連絡を行う業務である。
（5）その他遊漁船の利用者の安全の確保及び利益の保護並びに漁場の安定的な利用関係の確保に必要な業務を行うこと

## 遊漁船業務主任者の基準
遊漁船業務主任者は、遊漁船における利用者の安全の確保及び利益の保護並びに漁場の安定的な利用関係の確保に関する業務を的確に遂行するために必要な知識及び資質を持っている者として次の要件を満たす必要がある。
法律上の根拠条文は、遊漁船業の適正化に関する法律第12条、同法施行規則第10条による。

### 要件
（1）船長資格：海技士（航海）又は1級・2級小型船舶操縦士の免許を受けていること
（2）実務経験：遊漁船業に関して1年以上の実務経験を有すること、又は遊漁船業務主任者のもとで10日間（1日につき5時間以上）以上の実務研修を修了していること
（3）講習の修了：遊漁船業務主任者を養成するための講習（農林水産大臣が承認した講習）を修了し、その年の末日から5年を経過していないこと

## 主務官庁
- 農林水産省 水産庁

## 講習会
各都道府県、（一社）全日本釣り団体協議会、（一般）日本海洋レジャー安全・振興協会、県遊漁船業協会など農林水産大臣が承認した者が行う。講習会主催者は講習の修了証明書を発行する。

講習用テキストは、（一社）全日本釣り団体協議会が発行。なお、2012年以前は（社）全国遊漁船業協会（解散済）が発行していた。

### 講習科目
1. 遊漁船業の適正化に関する法律の趣旨
2. 遊漁船業務主任者制度の趣旨
3. 遊漁船の利用者の安全の確保及び利益の保護に関する事項
4. 漁場の安定的な利用関係の確保に関する事項

## 受講資格
- 遊漁船業務主任者になろうとする者は誰でも受講できる。